# 灼莫古
灼莫古（やくまくこ、朝鮮語: 작막고、生没年不詳）は、百済の将軍。「莫古」は「蒙古」出自を意味するものであり、蒙古出身とみられる。

## 概要
『日本書紀』によると、継体天皇十年（516年）百済の使節・斯那奴阿比多、百済の将軍・灼莫古、高句麗の使者・安定がともに来日し、日本との修好につとめたという。
百済の武寧王代から聖王代にかけての官吏であり、大姓八族の一つである燕氏出身の貴族である燕謨と灼莫古とを同一人物とする見解がある。